# Tomás Jordán
Tomás Pablo Jordán Díaz (Linares, 31 de mayo de 1974) es un abogado, cientista político y académico chileno que durante el año 2023 se desempeñó como integrante del Comité Técnico de Admisibilidad, órgano arbitral del proceso constituyente chileno de 2023.

## Biografía
Estudió derecho en la Universidad de Chile, misma casa de estudios en la que cursó un magíster en ciencia política. Posteriormente obtuvo un magíster en Derecho constitucional, así como un diploma en Derecho público, por la Universidad Autónoma de Barcelona. Realizó un curso en Apreciación del Arte en la Pontificia Universidad Católica. Su trayectoria profesional se ha desarrollado tanto en el ámbito público, como en el sector privado, además de en la academia.
Fue asesor del Ministerio Secretaría General de la Presidencia de Chile durante el segundo gobierno de Michelle Bachelet y en el marco del proceso constituyente de 2022 ejerció como asesor en la Convención Constitucional en materias de derechos fundamentales, forma de Estado, principios constitucionales y sistema político, además de haber sido consultor del Congreso Nacional para las reformas constitucionales establecieron dicho proceso, así como colaborador en el proyecto constitucional de la presidenta Bachelet presentado en el año 2018. También se ha desempeñado como asesor y consultor legislativo, especialmente en el ámbito de reformas al sistema político y electoral, así como en reformas relativas al sistema de salud.
Fue secretario ejecutivo de la Comisión Anticorrupción, Conflictos de Intereses y Tráfico de Influencias, así como consultor del Banco Mundial y del Instituto Internacional para la Democracia y Asistencia Electoral. Desde 2007 es profesor de Derecho constitucional en la Universidad Alberto Hurtado. 
Paralelamente se ha dedicado al ejercicio privado de su profesión en el ámbito del derecho público, contando en la actualidad con su propia firma jurídica Álvarez & Jordán abogados, especializada en derecho regulatorio.
Fue propuesto como integrante del Comité Técnico de Admisibilidad por el centroizquierdista Partido Demócrata Cristiano (DC), partido del cual es simpatizante, siendo ratificado para dicho cargo por el Senado el 25 de enero de 2023.

## Publicaciones
- La protección de los derechos sociales: Modelos comparados de tutela jurisprudencial en España y Chile, Colección de Investigaciones Jurídicas n.º 10 (Santiago: Universidad Alberto Hurtado, 2006). ISSN 0171-7402.
- 7 propuestas para la nueva Constitución de Chile, editor, junto a Pamela Figueroa (Santiago: Universidad de Santiago, 2018). ISBN 978-956-303-460-8
- Crisis del hiperpresidencialismo chileno y nueva Constitución. ¿Cambio de régimen político?, junto a Nicolás Eyzaguirre y Pamela Figueroa (Santiago: Universidad de Santiago, 2022). ISBN 978-956-303-533-9.